# Atletiek op de Olympische Zomerspelen 1992 – Marathon vrouwen
De marathon voor vrouwen op de Olympische Zomerspelen 1992 op het stratenparcours in Barcelona vond plaats op zaterdag 1 augustus 1992. Het was de derde editie van de vrouwenmarathon bij de Olympische Spelen. De finish vond plaats in het Estadi Olímpic Lluís Companys. De wedstrijd werd gewonnen door Valentina Jegorova in 2:32.41. Zij vertegenwoordigde het Gezamenlijk team. Op de finish had ze slechts acht seconden voorsprong op de Japanse Yuko Arimori.

## Uitslag
| Rang | Atlete                 | Land | Tijd    |
| ---- | ---------------------- | ---- | ------- |
| 1    | Valentina Jegorova     | EUN  | 2:32.41 |
| 2    | Yuko Arimori           | JPN  | 2:32.49 |
| 3    | Lorraine Moller        | NZL  | 2:33.59 |
| 4    | Sachiko Yamashita      | JPN  | 2:36.26 |
| 5    | Katrin Dörre-Heinig    | GER  | 2:36.48 |
| 6    | Mun Gyong-Ae           | PRK  | 2:37.03 |
| 7    | Manuela Machado        | POR  | 2:38.22 |
| 8    | Ramilja Boerangoelova  | EUN  | 2:38.46 |
| 9    | Colleen De Reuck       | RSA  | 2:39.03 |
| 10   | Cathy O'brien          | USA  | 2:39.42 |
| 11   | Karolina Szabó         | HUN  | 2:40.10 |
| 12   | Francie Larrieu-Smith  | USA  | 2:41.09 |
| 13   | Sally Eastall          | GBR  | 2:41.20 |
| 14   | Ritva Lemettinen       | FIN  | 2:41.48 |
| 15   | Birgit Jerschabek      | GER  | 2:42.45 |
| 16   | Veronique Marot        | GBR  | 2:42.55 |
| 17   | Márcia Narloch         | BRA  | 2:44.32 |
| 18   | Emma Scaunich          | ITA  | 2:46.14 |
| 19   | Odette Lapierre        | CAN  | 2:46.18 |
| 20   | Anna Villani           | ITA  | 2:46.44 |
| 21   | Janis Klecker          | USA  | 2:47.17 |
| 22   | Wanda Panfil           | POL  | 2:47.27 |
| 23   | Bettina Sabatini       | ITA  | 2:50.09 |
| 24   | Alena Peterková        | TCH  | 2:53.30 |
| 25   | Lee Mi-Ok              | KOR  | 2:54.21 |
| 26   | Małgorzata Birbach     | POL  | 2:54.33 |
| 27   | Sally Ellis            | GBR  | 2:54.41 |
| 28   | Pascaline Wangui       | KEN  | 2:56.46 |
| 29   | Yumi Kokamo            | JPN  | 2:58.18 |
| 30   | Addis Gezahegn         | ETH  | 2:58.57 |
| 31   | Janete Mayal           | BRA  | 3:00.23 |
| 32   | Elena Murgoci          | ROU  | 3:01.46 |
| 33   | Vilma Peña             | CRC  | 3:03.34 |
| 34   | Ena Guevara            | PER  | 3:05.50 |
| 35   | Ana Gutiérrez          | ISV  | 3:14.02 |
| 36   | Jen Allred             | GUM  | 3:14.45 |
| 37   | Christine Bakombo      | ZAI  | 3:29.10 |
| —    | Aurora Cunha           | POR  | DNF     |
| —    | Olga Avalos-Appell     | MEX  | DNF     |
| —    | Franziska Rochat-Moser | SUI  | DNF     |
| —    | Đặng Thị Tèo           | VIE  | DNF     |
| —    | Lizanne Bussières      | CAN  | DNF     |
| —    | Maria Rebélo-Lelut     | FRA  | DNF     |
| —    | Lia Melis              | ARU  | DNF     |
| —    | Marguerite Buist       | NZL  | DNF     |
| —    | Lisa Martin-Ondieki    | AUS  | DNF     |
| —    | Madina Biktagirova     | EUN  | DQ      |

Mannen:
1896 ·
1900 ·
1904 ·
1908 ·
1912 ·
1920 ·
1924 ·
1928 ·
1932 ·
1936 ·
1948 ·
1952 ·
1956 ·
1960 ·
1964 ·
1968 ·
1972 ·
1976 ·
1980 ·
1984 ·
1988 ·
1992 ·
1996 ·
2000 ·
2004 ·
2008 ·
2012 ·
2016

Vrouwen:
1984 ·
1988 ·
1992 ·
1996 ·
2000 ·
2004 ·
2008 ·
2012 ·
2016